# Lekkoatletyka na Igrzyskach Europejskich 2019
Zawody lekkoatletyczne na Igrzyskach Europejskich 2019 odbyły się na stadionie Dinama między 23 a 28 czerwca 2019 r. Po raz pierwszy w międzynarodowej imprezie zawodnicy rywalizowali w nowym formacie zawodów o nazwie Dynamic New Athletics (DNA). 

## Kwalifikacja
Lista kwalifikacyjna opierała się na wynikach Drużynowych Mistrzostw Europy w Lekkoatletyce 2017. Zakwalifikowało się 30 najlepszych drużyn, a każda drużyna składała się z 23 sportowców płci męskiej i żeńskiej, w tym rezerwowych. 
- Niemcy
- Polska
- Francja
- Wielka Brytania
- Hiszpania
- Ukraina
- Włochy
- Czechy
- Grecja
- Szwecja
- Finlandia
- Szwajcaria
- Białoruś (gospodarz)
- Holandia
- Rosja
- Turcja
- Portugalia
- Norwegia
- Rumunia
- Belgia
- Irlandia
- Węgry
- Słowacja
- Litwa
- Estonia
- Bułgaria
- Dania
- Słowenia
- Łotwa
- Cypr

23 kwietnia Komitet Organizacyjny ogłosił, że program DNA obejmie 24 z trzydziestu zespołów, a pozostałe sześć wskazało, że nie chcą brać w nim udziału. Nieobecnymi państwami były: 
- Wielka Brytania
- Szwecja
- Finlandia
- Holandia
- Norwegia
- Belgia

### Medaliści i medalistki
| Konkurencja                        | Złoto                | Srebro                      | Brąz                         |
| ---------------------------------- | -------------------- | --------------------------- | ---------------------------- |
| Zawody drużynowe                   | Ukraina              | Białoruś                    | Niemcy                       |
| 100 metrów mężczyzn                | Carlos Nascimento    | Ján Volko                   | Jak Ali Harvey               |
| 110 metrów przez płotki mężczyzn   | Hassane Fofana       | Wital Parahonka             | Konstandinos Duwalidis       |
| Skok wzwyż mężczyzn                | Maksim Niedasiekau   | Ilja Iwaniuk                | Bohdan Bondarenko            |
| 100 metrów kobiet                  | Maja Mihalinec       | Kryscina Cimanouska         | Rafaela Spanudaki-Chadziriga |
| 100 metrów przez płotki kobiet     | Elwira Hierman       | Hanna Płoticyna             | Gréta Kerekes                |
| Skok w dal kobiet                  | Jelena Sokołowa      | Nastassia Mironczyk-Iwanowa | Maryna Bech-Romanczuk        |
| Rzut oszczepem kobiet              | Tacciana Chaładowicz | Jekatierina Starygina       | Madara Palameika             |
| Sztafeta mieszana 4x400 metrów     | Ukraina              | Czechy                      | Portugalia                   |
| Sztafeta mieszana - bieg pościgowy | Ukraina              | Czechy                      | Włochy                       |

## Źródła
1. ↑  European Athletics - European Athletics to launch new athletics format at Minsk 2019 European Games [online], european-athletics [dostęp 2019-07-11] (ang.).
2. 1 2  DNA PROGRAMME AT 2ND EUROPEAN GAMES APPROVED: 24 TEAMS AND 10 SETS OF MEDALS [online], aroundtherings.com [dostęp 2019-07-11].